# Василево (Добричская область)
Василево (болг. Василево) — село в Болгарии. Находится в Добричской области, входит в общину Генерал-Тошево. Население составляет 409 человек.

## Политическая ситуация
В местном кметстве Василево, в состав которого входит Василево, должность кмета (старосты) исполняет Кынчо Колев Кынев (коалиция в составе 6 партий: Граждане за европейское развитие Болгарии (ГЕРБ), Демократы за сильную Болгарию (ДСБ), Национальное движение «Симеон Второй»(НДСВ), ВМРО — Болгарское национальное движение, Земледельческий народный союз (ЗНС), Союз демократических сил (СДС)) по результатам выборов.
Кмет (мэр) общины Генерал-Тошево — Димитр Михайлов Петров (коалиция в составе 2 партий: Политическое движение социал-демократов (ПДСД), Болгарская социалистическая партия (БСП)) по результатам выборов.